# 1759 Kienle
1759 Kienle је астероид главног астероидног појаса са средњом удаљеношћу од Сунца која износи 2,648 астрономских јединица (АЈ).
Апсолутна магнитуда астероида је 13,15.